# Transrodzic
Transrodzic (ang. Transparent) – amerykański serial telewizyjny (komedio-dramat) wyprodukowany przez Amazon Studios, Pictures in a Row aka oraz Picrow. Twórcą serialu jest Jill Soloway. Transparent został udostępniony 6 lutego 2014 roku przez  Amazon Studios.

## Fabuła
Serial opowiada o rodzinie Pfeffermanów. Kiedy ojciec, Morton, oświadcza swoim dorosłym dzieciom, że jest transpłciową kobietą i przyjmuje imię Maura, wszyscy - łącznie z Maurą - uczą się żyć od nowa.

## Obsada
- Jeffrey Tambor jako Maura Pfefferman (urodzona jako Morton Pfefferman)
- Amy Landecker jako Sarah Pfefferman
- Jay Duplass jako Joshua "Josh" Pfefferman
- Gaby Hoffmann jako Alexandra "Ali" Pfefferman
- Judith Light jako Shelly Pfefferman,

### Role drugoplanowe
- Melora Hardin jako Tammy Cashman[2]
- Alexandra Billings jako Davina
- Kiersey Clemons jako Bianca
- Rob Huebel jako Len Novak, mąż Sarah'y i ojciec Zack i Ella.
- Zackary Arthur jako Zack Novak, syn of Sarah i Len
- Abby Ryder Fortson jako Ella Novak, córka Sarah i Len.
- Lawrence Pressman jako Ed Paskowitz, mąż Shelly
- Amin Joseph jako Mike
- Emily Robinson jako nastoletnia Ali (sezon 1), młoda Rose (sezon 2)
- Dalton Rich jakoTeenage Josh
- Kelsey Reinhardt jako Teenage Sarah
- Alex MacNicoll jako Colton, syn Josha  i Rita
- Brett Paesel jako Rita
- Cleo Anthony jako Derek
- Carrie Brownstein jako Sydney "Syd" Feldman
- Deborah S. Craig jako Kristin
- Sawyer Ever jako Zack
- Kathryn Hahn jako Rabbi Raquel Fein
- Bradley Whitford jako Marcy (sezon 1), Magnus Hirshfield (sezon 2)
- Alison Sudol jako Kaya
- Cherry Jones jako Leslie
- Anjelica Huston jako Vicki[3]
- Hari Nef jako Gittel
- Michaela Watkins jako Connie (sezon 1), Yetta (sezon 2)
- Jason Mantzoukas jako dr Steve
- Tig Notaro jako Barb

## Odcinki
|  | 1 | 10 | 6 lutego 2014     | 23 grudnia 2014  | 18 sierpnia 2017 |
|  | 2 | 10 | 30 listopada 2015 | 11 grudnia 2015  | 18 sierpnia 2017 |
|  | 3 | 10 | 23 września 2016  | 23 września 2016 | 18 sierpnia 2017 |
|  | 4 | 10 | 22 września 2017  | 22 września 2017 | 22 września 2017 |

## Produkcja
17 marca 2014 roku, platforma Amazon zamówiła pierwszy sezon serialu Transparent. Zdjęcia kręcono w Los Angeles.
9 października 2014 roku, platforma Amazon Studios ogłosiła przedłużenie serialu o drugą serię.
25 czerwca 2015 roku, platforma Amazon Studios ogłosiła zamówienie 3 sezonu.
1 czerwca 2016 roku, platforma Amazon Studios przedłużyła serial o 4 serię.
24 sierpnia 2017 roku, platforma Amazon Studios przedłużyła serial o 5 serię, która będzie finałową serią.